# 渡邊直樹 (編集者)
渡邊 直樹（わたなべ なおき、1951年（昭和26年） - ）は、日本の雑誌編集者。国際宗教研究所顧問。元大正大学文学部,表現学部教授。現在は、大正大学地域構想研究所客員教授、大正大学出版会編集長。

## 経歴
東京都出身。
1964年に東京教育大学附属小学校（現・筑波大学附属小学校）、1970年に同附属中学校・高等学校（現・筑波大学附属中学校・高等学校）、1976年に東京大学文学部宗教学科を卒業、同年平凡社に入社し『太陽』編集部を経て1981年に退社。嵐山光三郎らと青人社の創立に参加し、『DoLiVe 月刊ドリブ』の三代目編集長となる。
その手腕を評価され、扶桑社で『SPA!』『PANJA』、アスキーで『週刊アスキー』を創刊し、編集長を歴任。
1998年にジェイ・キャスト設立に参加、2000年から中央公論新社に入り2001年1月から『婦人公論』編集長を務めた。2004年より大正大学文学部（後に表現学部）表現文化学科 出版・編集コースの教授を務める（2017年1月まで）。
2007年よりジャパンファウンデーション（国際交流基金）『をちこちMagazine』編集長も兼務（2009年12月号をもって休刊）。2015年、月刊「地域人」（大正大学出版会）創刊。2023年5月まで編集長。

## 編書
- 『宗教と現代がわかる本』責任編集 2007～2016（平凡社、2007-2016）
- 『私と宗教 高村薫、小林よしのり、小川洋子、立花隆、荒木経惟、高橋惠子、龍村仁、細江英公、想田和弘、水木しげる』編 平凡社新書 2011
- 『3.11大震災大学には何ができるのか』責任編集 多田孝文監修 平凡社 2011

## 関連書籍
- 嵐山光三郎『昭和出版残侠伝』筑摩書房 - 青人社時代のことが、実名で語られている。

## テレビ出演
- 日本テレビの朝のワイドショー「レッツ！」（2001年～2002年）、「ザ！情報通」（2002年～2003年）のコメンテーター。
- 「TOKYO MX NEWS」（TOKYO MX　2011年5月～2012年03月、月曜コメンテーター）